# Candango

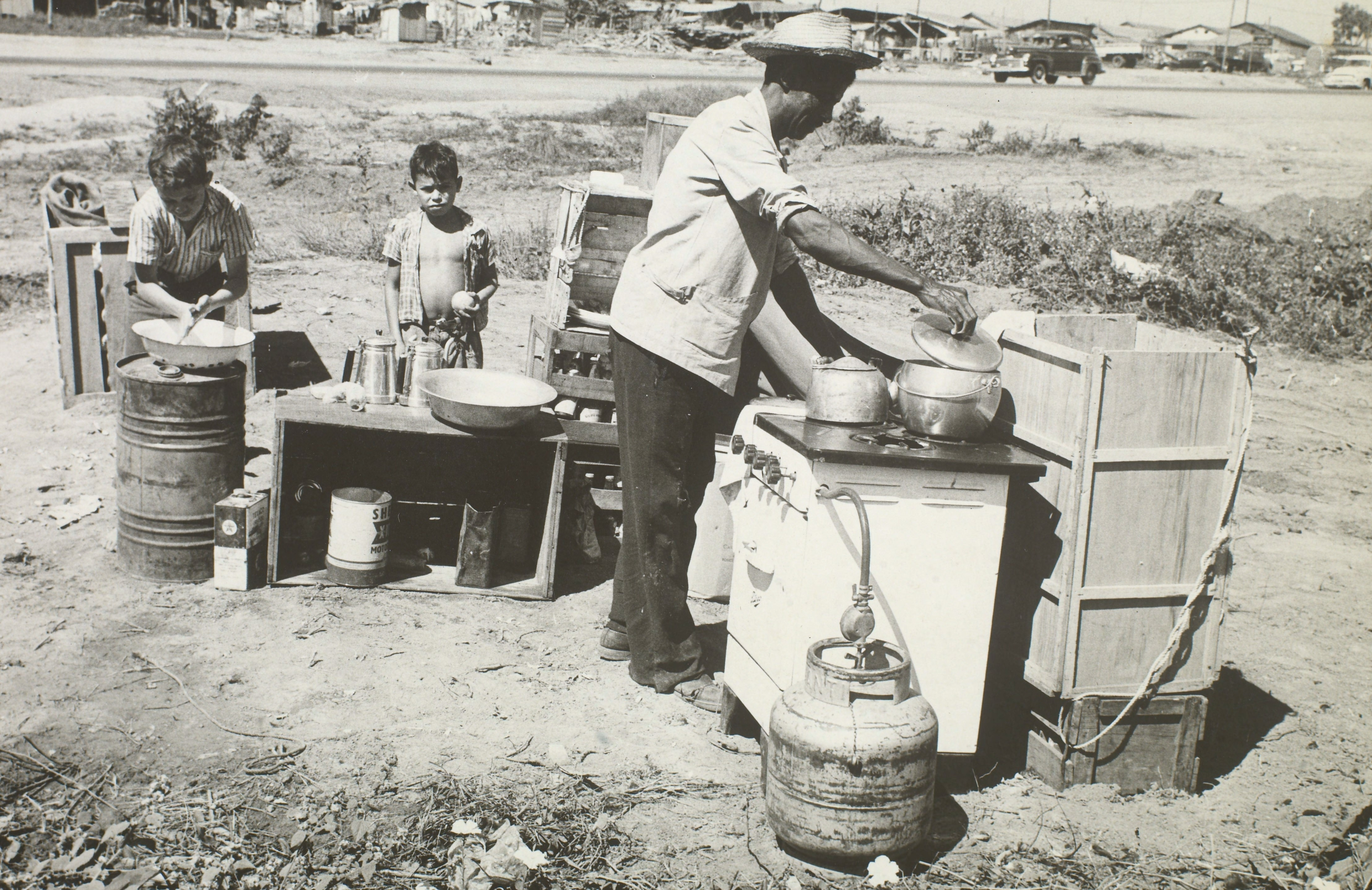
Candango preparando comida con niños cerca. Al fondo, un típico campamento de pioneros.

Candango es el término con el que fueron conocidos en Brasil los obreros que trabajaron en la construcción de la nueva capital, Brasilia, y en toda la infraestructura necesaria para sustentar esa actividad. Con los años, llegó a ser considerado un gentilicio alternativo para los habitantes de la ciudad, convirtiéndose en sinónimo de brasiliense.
Según Edwardes Cabral, carpintero de la Constructora Rabelo, que construyó el Palacio de la Alvorada, el presidente Juscelino Kubistchek, siempre sonriente y amable con los trabajadores, los abrazaba y les decía: “Yo soy el candango número 1. Tú eres el número 2".

## Historia
Los primeros trabajadores que llegaron a Brasilia a mediados de octubre de 1956 provenían de Belo Horizonte por orden del ingeniero Roberto Pena para trabajar en la construcción del Palacio de las Tablas o Catetinho. Allí se guarnecían de las fuertes lluvias del cerrado en tiendas de campaña proporcionadas por el Ejército.

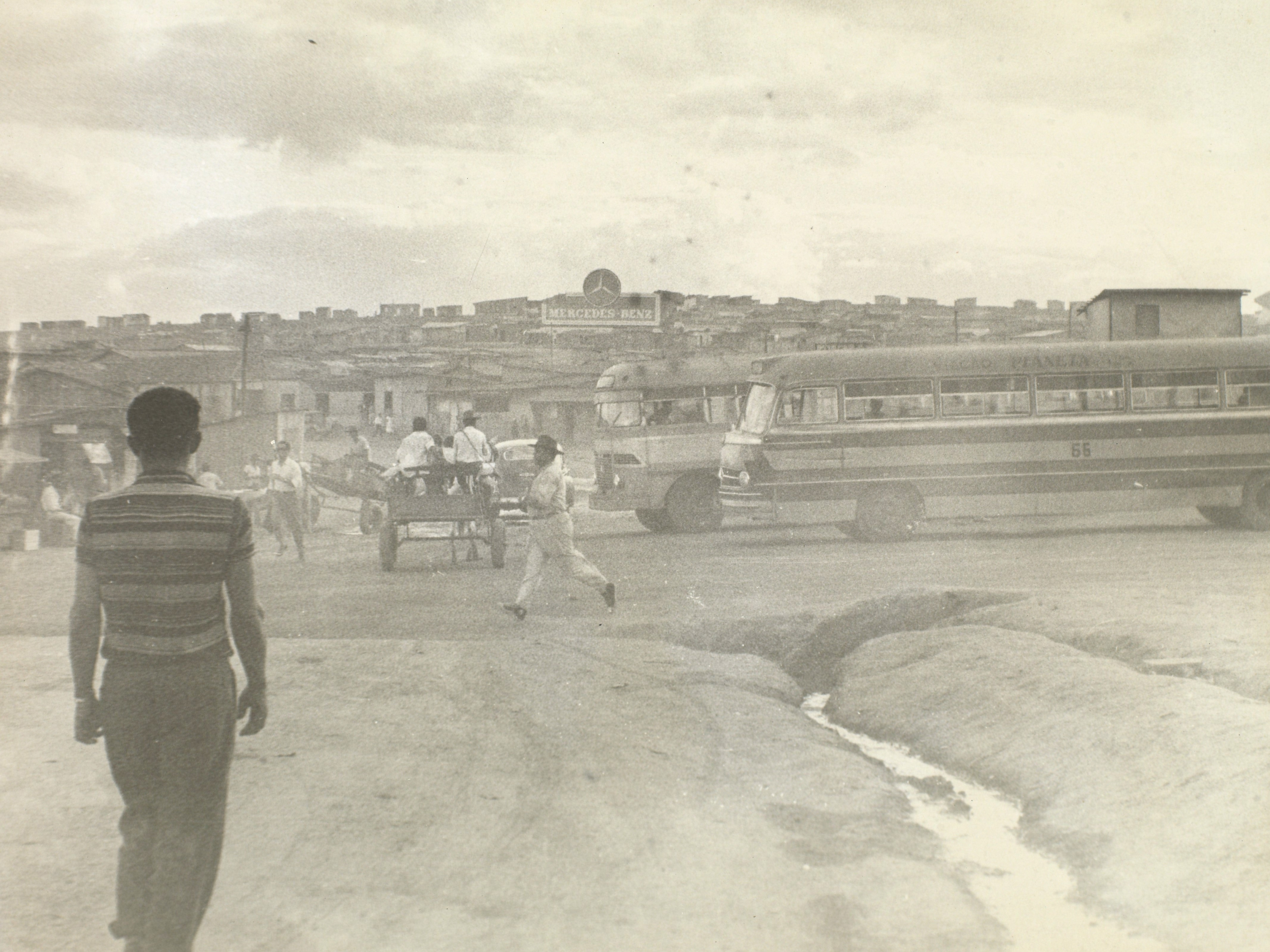
La Ciudad Libre, la mayor de las ciudades candango

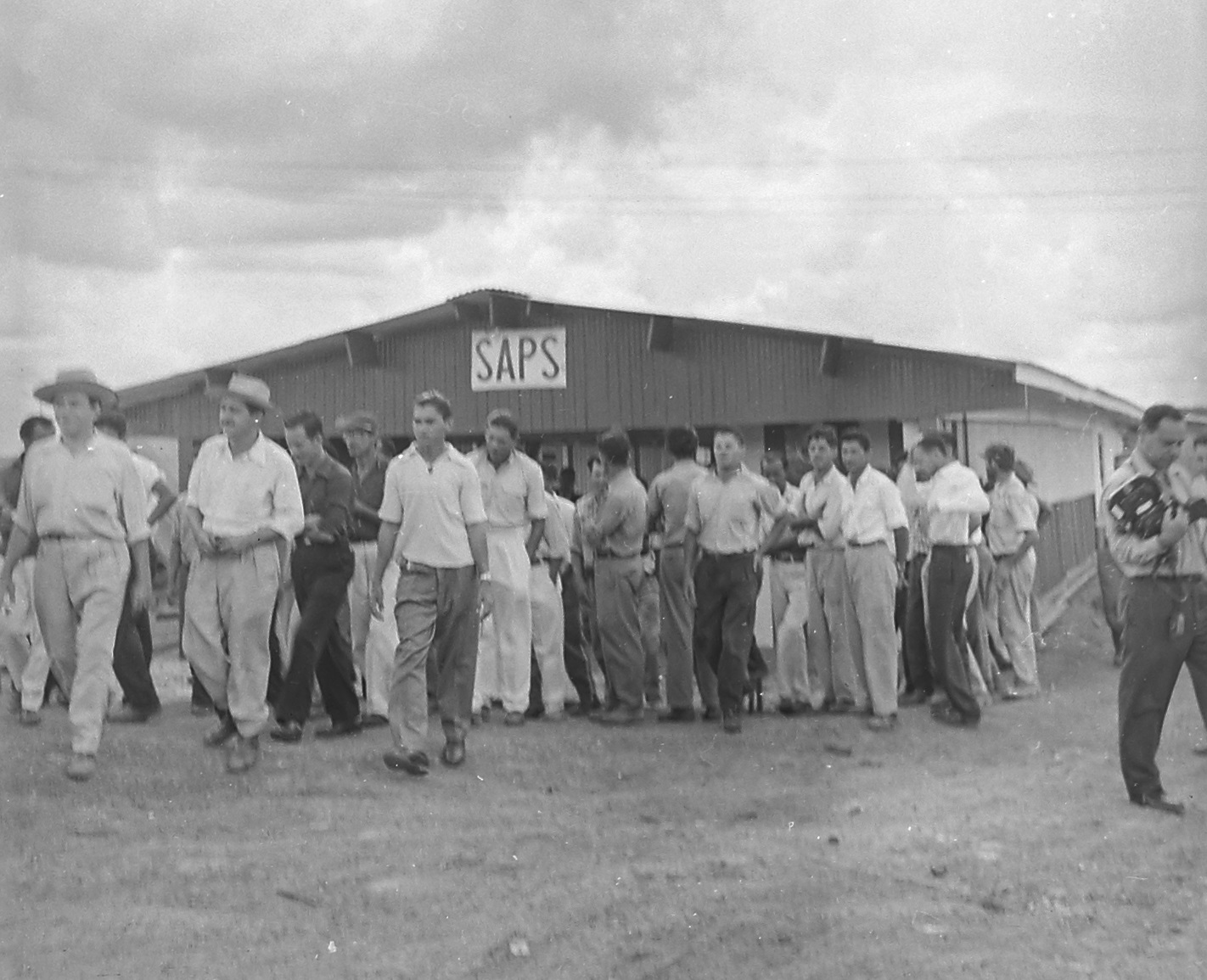
El Servicio de Alimentación Popular (SAPS) mantuvo un restaurante en la actual Candangolândia

En el Plan Piloto, las primeras obras fueron la Iglesia de Nuestra Señora de Fátima, el Brasilia Palace Hotel y el Palacio de la Alvorada, que exigían más mano de obra y, por eso, todos los días llegaban camiones llenos de personas para realizar esta función; eran los homo faber  (expresión para designar a los hombres hacedores), la mayoría de los cuales procedían del Norte y Nordeste del país, en busca de mejores condiciones de vida y de trabajo. Para acomodar este flujo migratorio surgieron campamentos de pioneros, generalmente instalados por empresas constructoras para recibir a sus empleados.
La Compañía Urbanizadora de la Nueva Capital (Novacap) tan pronto como se instaló en la región de la actual Candangolândia con sus galpones, instaló alojamientos para trabajadores solteros y barracas para trabajadores casados, que se conocieron como Lonalândia, porque estaban cubiertas con lonas. A pesar de ello, en la región también existían algunas casas de buena calidad, que atendían a los ingenieros y empleados técnicos y administrativos de la empresa. Por el momento, la infraestructura general de este campamento se consideró buena. Al estar cerca de la sede de Novacap, el campamento se benefició de la energía eléctrica de los generadores de la empresa, la red de agua, la escuela que se construyó, el hospital y centro de salud, la comisaría y el Servicio de Alimentación Popular (SAPS) que mantenía un restaurante en la región y otras mejoras.

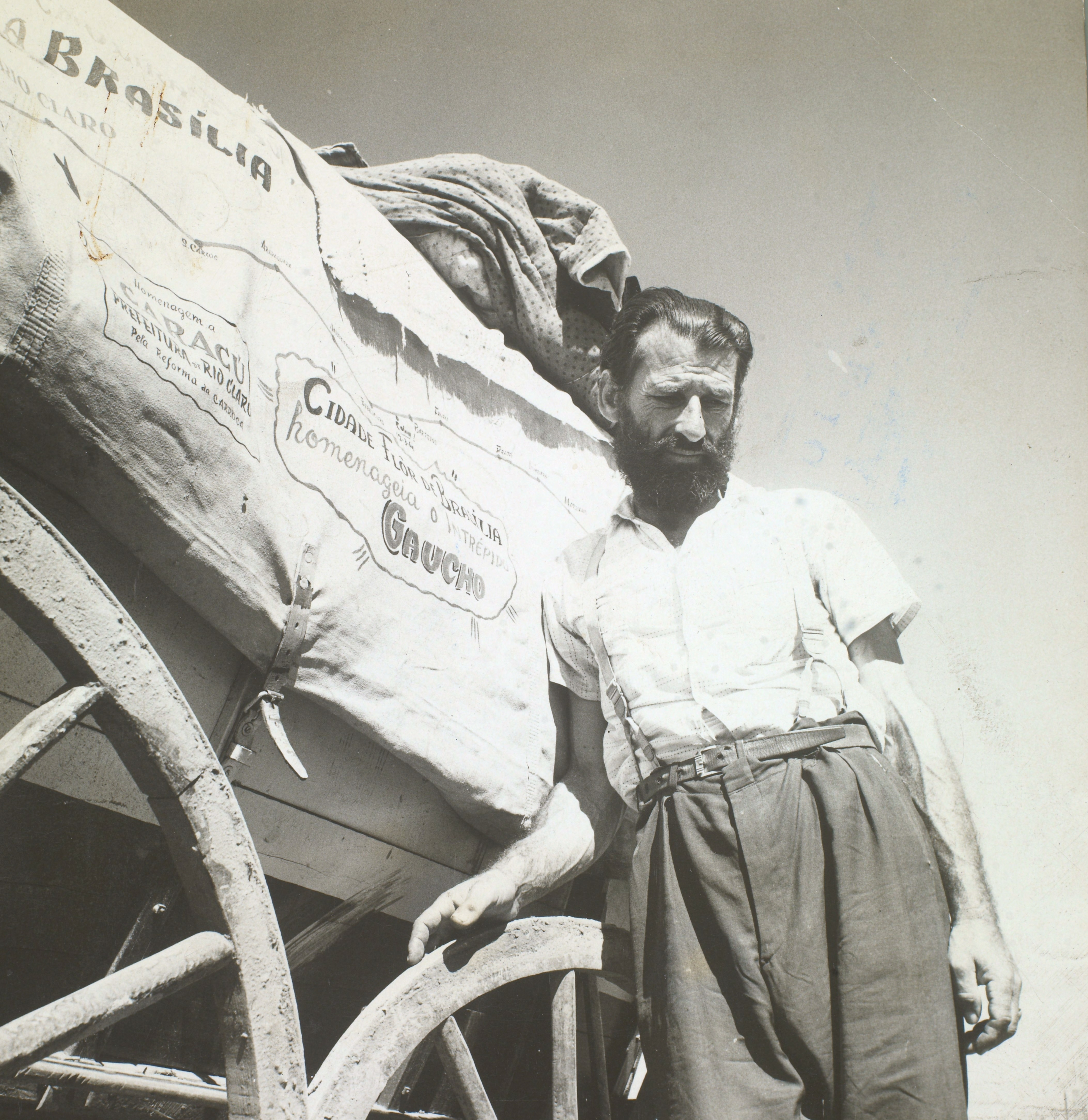
Gaúcho mudándose a Brasilia.

Además del campamento de Novacap, otro que apareció justo al inicio de la construcción de la capital fue el campamento de Vila Planalto o Rabelo, en las inmediaciones del Hotel y del Palacio de la Alvorada. A medida que se realizaban las obras prioritarias, como la Plaza de los Tres Poderes, el Congreso Nacional, el Eje Monumental, fueron apareciendo campamentos a su alrededor para facilitar el movimiento de los trabajadores ya que aún no había sistema de transporte público. El propio Novacap se acercó al Plan Piloto, lo que hizo que el antiguo alojamiento recibiera un nuevo apodo: Velhacap. Cerca de estos campamentos proliferaron más lugares de residencia y comercio para sustentar a la creciente población del Distrito Federal. La Ciudad Libre fue la más grande y representativa de ese período; era el palpitante centro comercial de Brasilia.

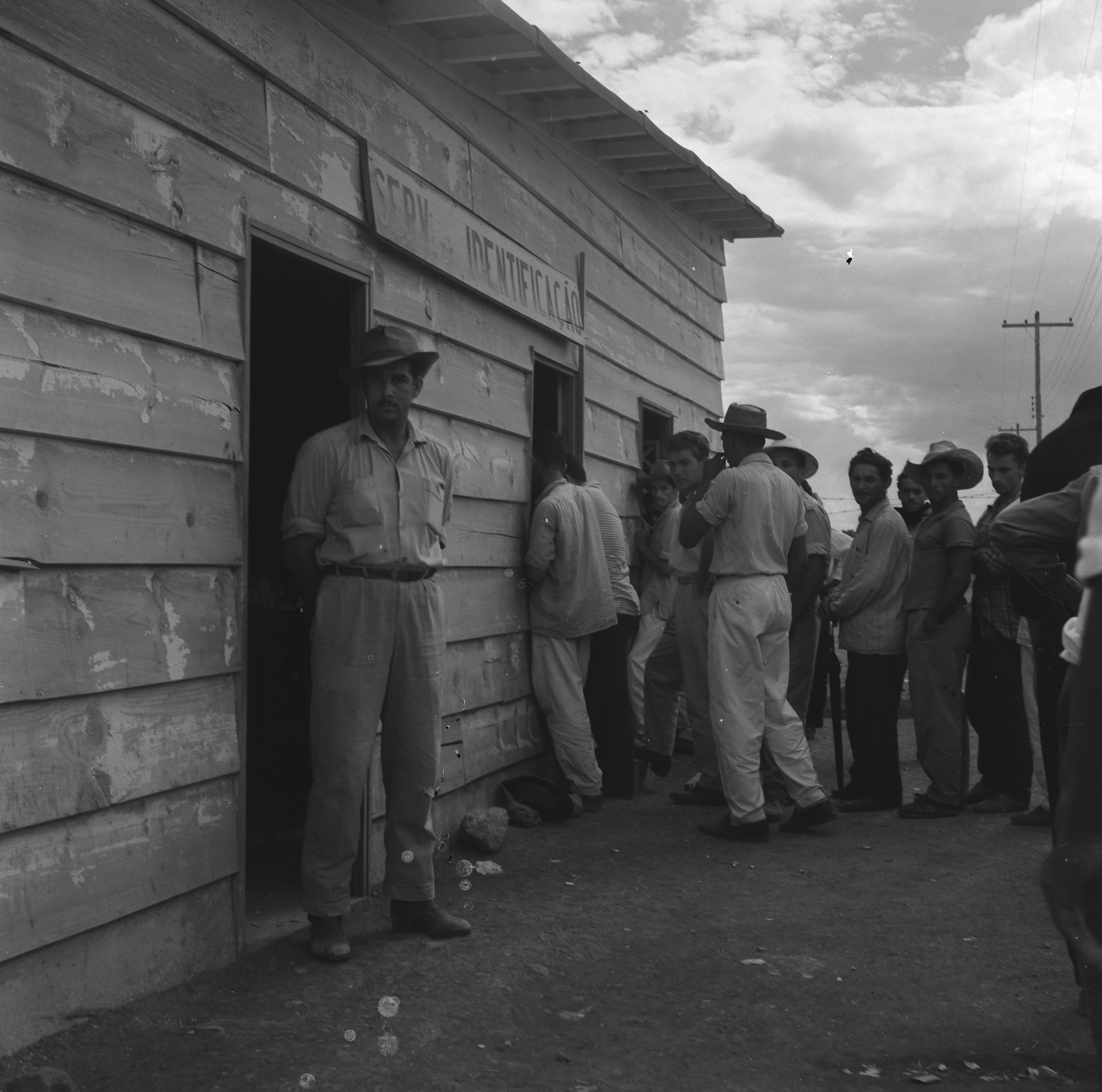
Servicio de identificación y registro de trabajadores. Tan pronto como llegaron a Brasilia, los candangos se registraban para poder trabajar en las obras.

En los planes de la Administración Pública estaba claro el carácter temporal tanto de los campamentos como de la contratación de trabajadores, quienes, una vez finalizada la obra, regresarían a sus ciudades. Esto fue tan cierto que no hubo venta de lotes más allá de la planificación inicial. Las casas y barracas eran todas de madera y las construcciones de mampostería estaban prohibidas, reforzando el carácter transitorio de estas viviendas. La planificación para quienes querían quedarse en Brasilia después de la inauguración ya estaba incluida en el Informe de Lúcio Costa sobre su plan piloto: "Debemos evitar la invasión de favelas tanto en la periferia urbana como rural. Corresponde a la Compañía Urbanizadora proporcionar, dentro del esquema propuesto, un alojamiento digno y asequible para toda la población".
Surgieron así ciudades satélites, áreas más alejadas del centro, como Ceilândia, Taguatinga y Samambaia, hacia donde muchos candangos fueron removidos y se instalaron en la capital; mientras que otros permanecieron en las antiguas áreas de los campamentos, como Vila Planalto, Núcleo Bandeirante y Candangolândia.

## ¿Pioneros o candangos?
Al principio, había un tono peyorativo en la denominación candango. Se sabe que la palabra tiene su origen en el idioma kimbundu y que llegó a Brasil con la cultura de los esclavos, utilizada con desprecio para referirse a «los amos portugueses de los ingenios azucareros. Con el tiempo, revirtiendo el objeto de la depreciación, pasó a denominar al mestizo de indio y negro, sinónimo de cafuso»  más común en el interior del país, que migró a otras regiones, promoviendo el éxodo.

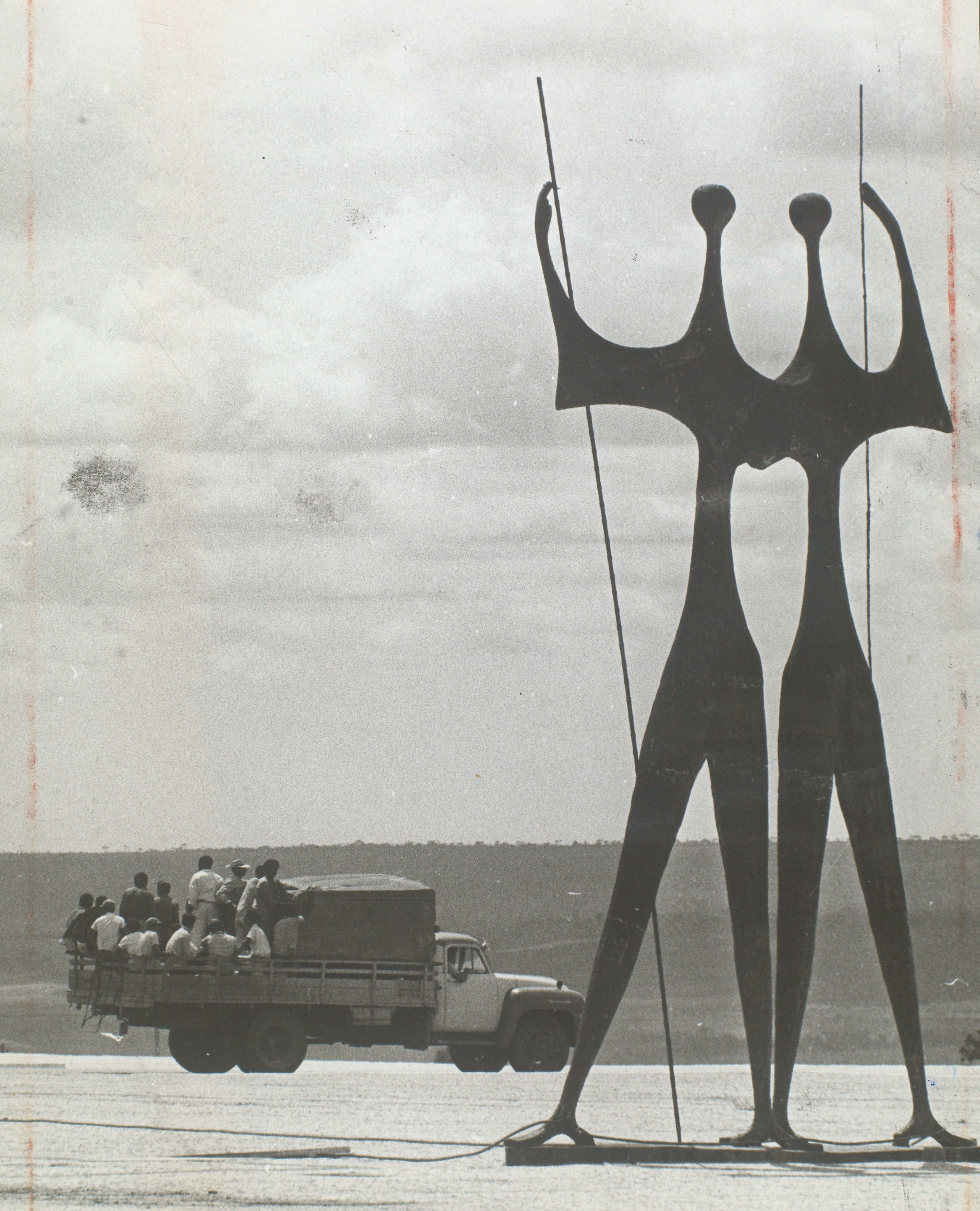
Candangos en la Plaza de los Tres Poderes. La escultura en la plaza, originalmente llamada Os Guerreiros, eventualmente se conoció como Os Candangos.

Un pionero era un emprendedor: el comerciante que llegaba en busca de una oportunidad de negocio con algún valor para invertir; profesionales con un nivel de educación superior para trabajar en empresas constructoras, en los sectores administrativos de empresas, así como ingenieros, arquitectos, técnicos. Estos no eran vistos como candangos, no al principio. Tampoco eran candangos los visitantes, los contratistas, los políticos y las señoras con sus ropas limpias y sus sombreros. Pero bastaba salir del hotel al sol y con una brisa más fuerte para que se levantara el fino polvo rojizo del cerrado y todos estuvieran empolvados, sudorosos e impregnados del "espíritu de Brasilia" que igualaba a todos. No pasó mucho tiempo y se percibió una apropiación del término candango: ser candango se convirtió en motivo de orgullo y de lucha; ser pionero era ser candango.
Actualmente, aunque el gentilicio oficial es brasiliense, la denominación informal que se atribuye el ciudadano del Distrito Federal es candango, de manera similar a la denominación de carioca para los nacidos en Río de Janeiro.

## Actualidad
Aunque el término se ha convertido en un sinónimo genérico para los habitantes del Distrito Federal, muchos de los candangos originales, constructores de ciudades y otros inmigrantes se han convertido en una parte importante de la población de Brasilia. Según una encuesta de la Compañía de Planeación del Distrito Federal (Codeplan) divulgada en abril de 2020, el 55,3% de los habitantes de la ciudad nació en el Distrito Federal y el 44,7% procedía de otros estados. De los aproximadamente 1,5 millones de migrantes, cerca de 644.000 procedían de la Región Nordeste.
El 17 de julio de 2020, el Gobernador del Distrito Federal Ibaneis Rocha sancionó una ley del diputado distrital Fernando Fernandes que establece el 12 de septiembre como Día del Candango. Según el diputado, el objetivo es homenajear a los constructores de la ciudad. Asimismo, el monumento “Os Guerreiros”, del artista plástico Bruno Giorgi, ubicado en el centro de la plaza de los Tres Poderes, se le conoce popularmente como Os Candangos, en homenaje a los constructores de la ciudad.